# Tankei
Tankei (湛慶) (1173 – 13 juin 1256) est un sculpteur japonais de l'école Kei, actif durant l'époque de Kamakura.

## Biographie
Tankei est le fils aîné et l'élève du maître sculpteur Unkei, et il reprit la direction de l'école à sa mort en 1223.
Bien que les sources documentaires démontrent une activité soutenue, il reste peu de ses œuvres de nos jours. Il travailla pour les grands temples de Nara aux côtés de son père, de Kaikei et d'autres, et œuvra également à partir des années 1220 au plus tard à Kyoto. À la fin de sa vie, il fut chargé du projet de restauration des statues du Sanjūsangen-dō, où il supervisa notamment la création de l'imposante statue de Senju Kannon. Tankei perpétua le style d'Unkei mais y imprégna plus de douceur et quelques influences Song. Il parvint ainsi à concevoir un art propre, bien que jugé moins expressif et personnalisé que celui de son père,.

## Créations notables
- Statue de Sahasrabhuja-arya-avalokiteśvara (Senju Kannon en japonais, « Kannon aux mille bras ») dans le temple Sanjusangen-dō à Kyoto.
- Statue d'Ugyō, un des gardiens niō de la Nandaimon (grande porte sud) devant le temple Tōdai-ji à Nara.

## Sources
1. ↑  (en) Hiromichi Soejima, « Japan, §V: Sculpture > (iv) Kamakura period (1185–1333) », Oxford Art Online, université d’Oxford (consulté le 3 août 2012)
2. ↑  (en) Hisashi Mōri, Sculpture of the Kamakura period, vol. 11, Weatherhill, coll. « Heibonsha Survey of Japanese Art », 1974 (ISBN 978-0-8348-1017-4), p. 70
3. ↑  (en) Victor Harris et Ken Matsushima, Kamakura : the renaissance of Japanese sculpture 1185-1333, British Museum Press, 2010, 128 p. (ISBN 978-0-7141-1451-4), p. 36-37